# جاك س. تايلور
جاك س. تايلور (بالإنجليزية: Jack C. Taylor)‏ هو ضابط ورائد أعمال أمريكي، ولد في 1923 في سانت لويس في الولايات المتحدة، وتوفي في 2 يوليو 2016.